# Юго-Западная ТЭЦ
Юго-Западная ТЭЦ — предприятие энергетики Санкт-Петербурга, первая очередь введена в строй в 2011 году, строительство второй очереди закончено в 2016 году. Единственным акционером ТЭЦ является субъект Российской Федерации — город федерального значения Санкт-Петербург.

## Общие сведения
Предприятие зарегистрировано как АО «Юго-Западная ТЭЦ». Строительство нового предприятия и ввод его в строй предназначены для:
- компенсации дефицита тепловой и электрической энергии в Приморской юго-западной части Петербурга, что приведет к расширению возможностей для жилищного строительства;
- повышения надежности энергосистемы города в целом.

Энергоблоки выполнены по парогазовой схеме, что дает суммарный прирост в электрической и тепловой эффективности около 20 % по сравнению с традиционными ТЭС, станция отвечает самым строгим требованиям экологии по состоянию на 2010 год. По заявлению главного инженера Юго-Западной ТЭЦ (ныне — генерального директора) Анатолия Чугина, Юго-Западная ТЭЦ, на момент её открытия, является с технологической точки зрения наиболее современным предприятием энергетики России.
| Очередь          | Электрическая, МВт | Тепловая, гигакалорий/час | Сроки ввода          | Стоимость работ, руб |
| ---------------- | ------------------ | ------------------------- | -------------------- | -------------------- |
| Пусковой участок | 0                  | 120                       | 29 декабря 2010 года |                      |
| Первая очередь   | 203,5              | 135                       | 12 августа 2011 года | 18,4 млрд            |
| Вторая очередь   | 304                | 215                       | 31 августа 2016 года |                      |
| Итого            | 507,5              | 470                       |                      | 29,387 млрд          |

Площадь, отведенная под строительство ТЭЦ, составляет 24,2 га. Новая теплоэлектроцентраль построена на резервных территориях Красносельского района в зоне бывшего золоотвала Первомайской ТЭЦ-14, которая не пригодна для строительства жилья и расположена у края Угольной гавани (южнее дома № 28, литера АК, по Угольной гавани, Элеваторная площадка).
Торжественный пуск станции состоялся 29 декабря 2010 года, на мероприятии присутствовали губернатор Валентина Матвиенко и председатель комитета по энергетике и инженерному обеспечению Олег Тришкин.
В действие были запущены два современных водогрейных котла.
Торжественный пуск второй очереди ТЭЦ произошёл 4 октября 2016 год. В церемонии запуска приняли участие губернатор Санкт-Петербурга Георгий Полтавченко и председатель Законодательного собрания Санкт-Петербурга Вячеслав Макаров.
На территории ТЭЦ работает музей ТЭЦ.
На крыше главного корпуса установлены стальные дымовые трубы на каркасах. Они имеют разные диаметры, но одинаковую высоту. Она от земли до завершения составляет 120 метров.
Станция снабжает теплом и электричеством жилые и общественные здания, а также промышленные предприятия Красносельского и Кировского районов. Также планируется обслуживание строящегося электродепо «Красносельское».

## Хронология
- 2006 год — завершено технико-экономическое обоснование проекта, проведены изыскательские работы. Администрация Санкт-Петербурга приняла постановление «О стратегическом инвестиционном проекте Санкт-Петербурга строительства и эксплуатации Юго-Западной теплоэлектроцентрали»
- 2007 год — заключен контракт на поставку 5 турбин с итальянской компанией Ansaldo Energia[9].
- 2009 год — из-за кризиса основной инвестор был вынужден отказаться от проекта, стоимостью 15 млрд рублей. На апрель этого года завершены проектные, начаты монтажные работы, заказано оборудование для ТЭЦ. Довести строительство до конца Смольный решил сам за счет кредитов госбанков. Построенную (к 2011 г.) станцию планируется передать ГУП «ТЭК СПб», хотя возможна и продажа частному инвестору[10]. Поставку оборудования планируется осуществлять в два этапа. Всего будет поставлено 5 турбин. Электрическая мощность каждой турбины составляет 66 МВт, коэффициент использования топлива при теплофикационном режиме составит порядка 87 %[11].
- 29 декабря 2010 года — ТЭЦ частично введена в эксплуатацию. Мощность на момент частичного ввода в эксплуатацию 120 гигакалорий/час[3].
- 12 августа 2011 года — введена в строй первая очередь ТЭЦ
- 31 августа 2016 года — введен в эксплуатацию энергоблок ПГУ-300.

## Генеральные директора
- Р. И. Костюк (род. 27.07.1941) (с 2005 по 31.05.2018)
- А. В. Чугин (род. 12.05.1966) (с 31.05.2018[12])